# Juan Guerra
Juan Guerra (13 d'abril de 1927) és un exfutbolista bolivià.

## Selecció de Bolívia
Va formar part de l'equip bolivià a la Copa del Món de 1950. Participà en el campionat sud-americà de 1947.